# Deepwater
Pour les articles homonymes, voir Deepwater (homonymie).
Deepwater est un village australien situé dans la zone d'administration locale de Glen Innes Severn en Nouvelle-Galles du Sud. 

## Géographie
Le village est établi sur la rive nord de la Deepwater, affluent de la Mole, à l'extrémité nord-est de la Nouvelle-Galles du Sud, à 640 km au nord-nord-ouest de Sydney. Il est traversé par la New England Highway.

## Démographie
La population s'élevait à 435 habitants en 2016.